# Macrosiagon
Macrosiagon – rodzaj chrząszczy z rodziny wachlarzykowatych (Ripiphoridae). Jest najliczniejszym rodzajem wachlarzykowatych; należy tu około 156 gatunków, z czego jedenaście spotykanych jest w Ameryce Północnej, a pięć w Europie.
Mają długość od 4 do 14 mm. Larwy pasożytują na błonkówkach Eumeninae, Crabronidae, Sphecidae, Scoliidae, Tiphiidae, oraz na rodzajach Exomalopsis i Megalopta.
Gatunki:
- Macrosiagon bifasciatum (Marseul, 1876)
- M. bimaculatum (Fabricius, 1787)
- M. bipunctatum (Fabricius, 1801)
- M. cruentum cruentum (Germar, 1824)
- M. cruentum fulmineum Linsley & MacSwain, 1950
- M. cyaniveste (Marseul, 1876)
- M. dimidiatum (Fabricius, 1781)
- M. excavatum (Champion, 1891)
- M. fernaldum Rivnay, 1929
- M. ferrugineum (Fabricius 1775)
- M. flavipenne (LeConte, 1866)
- M. iwatai Kôno, 1936
- M. limbatum (Fabricius, 1781)
- M. lineare (LeConte, 1866)
- M. meridionale (Costa, 1859)
- M. pectinatum (Fabricius, 1775)
- M. octomaculatum (Gerstaecker, 1855)
- M. pallidipennis (Reitter 1898)
- M. praeustum (Gebler 1830)
- M. sayi (LeConte, 1858)
- M. spinicolle (Fairmaire, 1893)
- M. tricuspidatum (Lepechin, 1774)
- M. vittata (Erichson)
- M. mutilata (Gerstaecker)
- M. gracilis Manfrini de Brewer
- †M. deuvei  Batelka, Collomb & Nel, 2006
- †M. ebboi Perrichot, Nel & Neraudeau, 2004